# Apiomorpha pedunculata
Apiomorpha pedunculata är en insektsart som först beskrevs av Fuller 1896.  Apiomorpha pedunculata ingår i släktet Apiomorpha och familjen filtsköldlöss. Inga underarter finns listade i Catalogue of Life.